# 헬리캠
헬리캠(helicam)은 helicopter와 camera의 합성어로서, 사람이 접근하기 어려운 곳을 촬영하기 위한 소형 무인 헬기로 본체에 카메라를 장착하고 있으며 리모콘 컨트롤러를 사용해 원격으로 무선 조종할 수 있다. 일반적으로, 헬리캠을 카메라가 달린 멀티콥터(멀티로터)형 드론이라고 생각하는 경우가 많으나 반드시 드론에만 해당되는 것은 아니며, 드론이 대중화되기 이전에는 무선조종 헬리콥터(RC헬리콥터) 등에 카메라를 장착해 왔다.

## 등장배경
기존의 유인항공을 이용한 촬영은 인원 및 안전문제와 비행허가에 관련된 각종 규제에 막혀 있었다. 이에 신속한 기동성과 경제성을 확보한 촬영방식에 대한 요구가 생겨났고 결국 리모트컨트롤 비행체, 즉 무인조종비행체를 활용한 획기적인 촬영방식이 등장하였다. 1980년대 중반부터 세계의 외국계 회사에서 전문적으로 시도되었고 1995년 이후 국내에도 영화, 광고, 보도 등 다양한 장르에서 전문성을 갖추고 실적을 쌓은 전문업체들이 등장하였다.

## 분류
헬리캠은 크게 두 가지 방식으로 분류할 수 있다. 기체에 부착된 프로펠러의 수로 분류하는 방식과 채널 수로 분류하는 방식이 있다.프로펠러란 비행기, 선박 등에서 엔진의 회전력을 추진력으로 바꾸는 장치를 통칭하는 것이고, 채널이란 하나의 통화 신호나 기타의 정보가 전송되는 분리한 전송로를 의미한다. 쉽게 말하면 송신기와 헬기가 통신하는 라디오 주파수를 뜻하는데, 채널 수로 분류한다는 것은 라디오주파수의 개수에 의거하여 분류하겠다는 의미이다.

### 프로펠러 수에 따른 분류
프로펠러가 4개인 경우를 쿼드콥터라고 부른다. 6개인 경우는 헥사콥터, 8개인 경우는 옥타콥터라고 부른다.

### 채널 수에 따른 분류
채널 수에 따라 2채널, 3채널, 4채널, 6채널로 분류된다. 2·3채널 기체는 위로 뜰 수만 있거나, 떠도 앞뒤로만 움직일 수 있다. 그러나 2·3채널 기체는 거의 없으며 대부분 4채널이고 간혹 6채널이 있다. 4채널은 위로 뜨면서 앞뒤좌우로 움직일 수 있고, 6채널은 여기에 배면 비행까지 가능하다. 6채널 드론은 다양한 움직임이 가능한 대신 미세한 조종에도 예민하기에 꽤 많은 연습시간과 숙련도를 요구한다.

## 구조 및 기능
헬리캠은 무선조종비행체, 짐벌 시스템, 촬영시스템의 세 부분으로 구성되어 있다.

### 무선조종비행체
무선조종이란 무선파를 사용하여 기계 장치나 계기를 조종하는 것을 일컫고 이에 따르면 무선조종비행체란 무선으로 원격 조종되는 비행체를 일컫는다. 무선조종비행체는 헬리캠의 뼈대가 되는 기본골격으로 이것의 아래쪽에 촬영을 위한 카메라를 장착한다.무선조종비행체는 여러 부품들로 구성되어 있다. 모터가 부착된 동체, 동체에 부착되어있으며 모터의 동력을 받아 회전하는 프로펠러, 변속기, 비행체의 비행을 제어하고 사용자의 조작을 지원하는 컨트롤보드, 사용자의 조작을 비행체에 전달하는 조종기로 이루어져 있다.

### 짐벌 시스템
짐벌(Gimbal)이란, 헬리콥터의 진동에 관계없이 연직 상태를 유지할 수 있게 해주는 장치로, 물이나 공기 등 주위 요소의 동요나 기울어짐에도 관계없이 수평 상태를 유지해주는 장치를 의미한다. 일반 무선조종 장비를 이용하면 동체의 중심을 잡기 어렵거나 카메라 파손 우려가 있는데 헬리캠의 짐벌 시스템은 그러한 단점을 극복하게 해준다. 헬리캠은 이를 위해 내부에 3축 자이로스코프와 3축 가속도계, 기압계 등으로 이뤄진 센서 장치인 IMU(Inertial Measurement Unit)를 갖추고 있다. 이러한 짐벌 장치는 무선조종비행체에 부착되어 흔들림 없는 촬영을 위해 사용되며 장착해제 또한 가능하다.

### 촬영 시스템
헬리캠은 본체, 즉 무선조종비행체 아래쪽에 카메라를 장착하며 그를 통해 영상을 촬영하여 전송한다. 원활한 항공촬영을 위해서는 사용자가 실시간으로 무선조종비행체에 장착된 카메라에서 영상을 수신받아야 하는데, 이런 구조를FPV시스템이라고 한다. 이를 통해 사용자는 실시간으로 수신되는 영상을 보며 원하는 위치에서 원하는 사진이나 동영상을 촬영할 수 있다.
FPV시스템을 구축하기 위해서는 '카메라','영상송신기','영상수신기','모니터 또는 안경형 모니터','OSD'가 필요하다.

#### 카메라
촬영영상의 실시간 전송을 목적으로 하는 FPV전용카메라와 실시간 전송은 물론 고화질로 녹화까지 가능한 GOPRO카메라가 있다.

#### 영상송신기
카메라의 영상을 지상으로 보내 주는 장치이다. 기체에 장착하여 사용한다. 900 MHz, 2.4 GHz, 5.8GHz가 있다. 송신 파워에 따라 100 mW~600mW까지 다양하다.

#### 영상수신기
지상에서 영상을 받아주는 장치로, 송신기와 같은 주파수를 사용하여야 한다. 수신기에서 받은 영상은 AV출력단자를 통해 모니터로 연결된다.

#### 모니터
일반적으로 AV모니터를 사용한다. RGB 외부입력을 지원하는 TV나 네비게이션, PMP등을 사용할 수 있다.
노트북을 모니터로 사용할 수도 있다. 단, RGB를 디지털 신호로 변경하여 USB를 통해 노트북으로 전송할 수 있는 장비가 필요하다. 노트북을 통해 확인하면서 실시간으로 전송되는 화면을 파일로 저장할 수 있는 이점이 있으나, 노트북 사양에 따라 0.5초~1초 정도 영상 수신 속도가 지연될 수 있다.
고글을 사용할 수도 있다. 이는 안경형 디스플레이로, 실제로 항공기에 탑승하고 있는 느낌을 받을 수 있다.

#### OSD
비행정보확인장치로, 배터리 전압(잔량)이나 비행시간, 기체의 기울기(자세), 방위, 출발위치의 방향과 거리, 고도, 속도 등의 정보를 화면에 표시해 준다. 기체에 장착되며, 카메라와 영상 송신기 사이에서 가속도 센서나 지자계 센서, GPS 등을 통해 들어온 정보를 카메라의 영상에 섞어 영상송신기에 보내는 역할을 한다.

## 작동방법
헬리캠은 원격 무선 조종방식으로 작동하는데, 보통 기체 조종과 카메라 조정을 위해 2명이 조작한다. 기체의 움직임뿐만 아니라 카메라도 팬과 틸트를 이용하면 360도 회전하면서 촬영하거나 옆으로 기울여서 촬영하는 더치앵글 같은 것도 연출할 수 있다. 또 카메라 조정을 통하여 기체 움직임에 관계없이 원하는 사물을 계속 촬영하는 것도 가능하다.

## 장점과 단점

### 장점
유인항공기가 와류로 제약을 받는 저공촬영이나 다양한 곡예비행을 통해 얻을 수 있는 스릴 넘치는 영상들은 헬리캠이 아니면 불가능하다. 또한 유인항공기에 비해 비행절차의 간편성과 기동력에서 장점을 가진다.

### 단점
바람의 영향을 많이 받고 탑재될 카메라의 무게에도 제약이 따르며 전파의 간섭도 심하다. 특히 주행거리와 체공시간이 짧고(5~7분) 높은 고도와 저온의 날씨에는 배터리가 얼어버리는 등의 단점이 있다.

## 활용분야
드라마, 영화, 광고, 보도, 지도제작, 항공측량, 개발지, 선박제작 출고 촬영 등의 다양한 영역에서 활용되고 있다.

## 같이 보기
- 무인 항공기(드론)
- 카메라 스태빌라이저(영어판)
  - 스테디캠
- GoPro
- 지미집
- 스파이더캠(영어판)
- 스카이캠(영어판)
- 시네마토그래피
- 필르마이징(필름룩)
- DOF 어댑터
- 프리프로덕션
- 3차원 영화
- 셀프카메라(셀피)
- 셀카봉
- 드론 셀피(drone selfie)